# タマラ・デマルコ
タマラ・エリサベート・デマルコ（Tamara Elisabet Demarco、1988年8月16日 - ）は、アルゼンチンの女子プロボクサーである。ブエノスアイレス州サラディージョ出身。元WBO女子世界フライ級王者。

## 経歴
2017年6月10日、ロサ・ラウラ・サラサル戦でプロデビューし判定勝利。
2018年12月8日、アイエレン・ミカエラ・アレハンドに判定で敗れプロ8戦目で初黒星。
2019年5月17日、初の海外戦としてカナダ・モントリオールでキム・クラヴェルと対戦するが、判定負け。
2019年9月7日、初のタイトル挑戦としてアイエレン・ミカエラ・アレハンドラ・グラナディーノとのFAB女子アルゼンチンライトフライ級王座決定戦に挑むが、判定負けでタイトル獲得からず。
2019年12月7日、フランス・エペルネーにてWBFインターナショナル女子フライ級王座決定戦としてアミラ・ハムザウイと対戦し、3-0判定で勝利し初タイトル獲得。
2021年7月4日、エブリン・ベルムデスの持つIBF女子世界ライトフライ級王座に挑戦するが、9回TKOで敗れ王座奪取ならず。
2022年3月19日、WBO女子世界フライ級王座決定戦として前王者デボラ・アナイ・ロペスと対戦、10回負傷判定で勝利し、WBO王座獲得。
2022年6月18日、ガブリエラ・アラニスとの初防衛戦に臨むが、7回TKOで敗れ、WBO世界女子フライ級王座陥落。
2022年9月24日、ダニエラ・ヒセレ・モリナを判定で降し再起成功。

## 獲得タイトル
- WBF女子インターナショナルフライ級王座
- WBO女子世界フライ級王座